# Maury (Pyrénées-Orientales)
Maury (katalanisch Maurí; okzitanisch Maurin) ist ein Ort und eine südfranzösische Gemeinde mit 780 Einwohnern (Stand: 1. Januar 2022) im Département Pyrénées-Orientales in der Region Okzitanien in der Landschaft des Fenouillèdes.

## Lage
Der Ort Maury liegt am gleichnamigen Flüsschen Maury in einer Höhe von ca. 160 m ü. d. M. in den nordöstlichen Ausläufern der Pyrenäen und ist etwa 35 km (Fahrtstrecke) in westnordwestlicher Richtung von Perpignan entfernt. Das Gemeindegebiet ist Teil des Regionalen Naturparks Corbières-Fenouillèdes.

## Bevölkerungsentwicklung
| Jahr      | 1800 | 1851 | 1901 | 1954 | 1975 | 1999 | 2012 |
| --------- | ---- | ---- | ---- | ---- | ---- | ---- | ---- |
| Einwohner | 648  | 1342 | 1721 | 1313 | 1059 | 850  | 840  |

Die Reblauskrise im Weinbau und der Verlust an Arbeitsplätzen durch die Mechanisierung der Landwirtschaft führten im 20. Jahrhundert zu einem kontinuierlichen Rückgang der Einwohnerzahlen.

## Wirtschaft
Traditionell lebten die Einwohner als Selbstversorger von den Erträgen ihrer (Wein-)Felder und von ein wenig Viehzucht (Schafe, Ziegen, Hühner). Die heutzutage auf dem Gemeindegebiet produzierten Weine werden über diverse Appellationen vermarktet; über die Grenzen der Region hinaus bekannt ist der natursüße Aperitifwein Maury (AOC). Seit der Mitte des 20. Jahrhunderts sind Einnahmen aus dem Tourismus in Form der Vermietung von Ferienwohnungen (gîtes) hinzugekommen.

## Geschichte
Kelten, Römer, Westgoten und Mauren haben keine Spuren auf dem Gemeindegebiet hinterlassen. Die erste gesicherte Erwähnung des Ortsnamens Villa de Maurino stammt vom Ende des 11. Jahrhunderts. Das Fenouillèdes gehörte ehemals zu Provinz Languedoc, wurde aber im Verlauf der Französischen Revolution in das Département Pyrénées-Orientales integriert.

## Sehenswürdigkeiten
- Die dem hl. Brictius von Tours geweihte Pfarrkirche Saint-Brice stammt aus romanischer Zeit, wurde jedoch in den folgenden Jahrhunderten immer wieder umgestaltet, bis sie in den 1960er Jahren quasi neugebaut wurde; dabei erhielt sie auch einen modernen Glockenturm. Das Kirchenschiff birgt ein Gemälde (Judith und Holofernes) aus dem 17. sowie Statuen aus dem 18. Jahrhundert.
- Die dem hl. Rochus (Saint-Roque) geweihte Friedhofskapelle ist ein neoromanischer Bau aus dem Jahr 1854.
- Einige Hausfassaden sind mit Trompe-l’œil-Malereien des in Sainte-Marie-la-Mer lebenden Künstlers Bernard Gout geschmückt.

Umgebung
- Ganz im Norden des Gemeindegebiets befindet sich die imposant gelegene Katharerburg Quéribus.